# Principios del Derecho procesal
Son principios procesales, o principios del derecho procesal las reglas que constituyen los puntos de partida para la construcción de los instrumentos esenciales de la función jurisdiccional, en el sentido de originarlos, determinando que sean sustancialmente como son. De otra forma, puede decirse que son los criterios inspiradores de la capacidad de decisión y de influencia del órgano jurisdiccional y de las partes en el nacimiento del proceso, en su objeto, en su desenvolvimiento y en su terminación.

## Introducción
Los principios procesales son reglas generales que se siguen por numerosas disposiciones que establecen reglas concretas. Como tales, son la fuente de inspiración de los actos procesales concretos, y al mismo tiempo, de normas generales y abstractas como las normas legislativas de derecho procesal. Estos principios tienen interés en la organización por el legislador de un determinado ordenamiento procesal, en la integración normativa y en la interpretación del Derecho. En este sentido, Couture mencionaba que «toda ley procesal, todo texto particular que regula un trámite del proceso, es, en primer término, el desenvolvimiento de un principio procesal […]».
Estos principios procesales, a lo largo de la historia, han ido variando, siendo admitidos, rechazados, o vuelto a su aplicación, conforme a la situación de los hechos en un momento histórico dado, en los que toda reforma al sistema procesal,  tiende a instaurar principios distintos de los anteriores, a menudo su opuesto, o la vuelta a los primeros. Por lo tanto, es posible concluir que cada principio general del proceso tiene su opuesto, donde el argentino Peyrano decía que «[…] casi todos los principios procesales reconocen la viabilidad teórica de su antítesis».
Estos principios, se caracterizan por su bifrontalidad, esto es, que se presentan habitualmente en parejas, o sea que se puede concebir su opuesto. Otra característica, es su complementariedad, esto es, que los principios no se presentan aislados sino vinculados a otros.

## Principios

### Principio de igualdad
El principio de igualdad, vinculado con los procesos contenciosos, es según el que los interesados principales del proceso (o sea, las partes) deben ser tratados de forma igualitaria, es decir, que todos los litigantes deben tener las mismas oportunidades de actuación dentro del proceso, sin que ninguno se encuentre en situación de inferioridad; porque la situación de partida no es idéntica ya que la parte activa (la que solicita la tutela de un derecho) está en una situación objetivamente más favorable que la parte pasiva, pero una vez iniciado el proceso este debe ser homogéneo.  
De este principio de igualdad se derivan otros como el principio de bilateralidad y de contradicción.

### Principio dispositivo
Las partes tienen la iniciativa, el impulso y desarrollo del proceso, en ello implica también la aportación de hechos y pruebas.

### Principio de legalidad
El principio de legalidad consiste en que las formas y actuaciones de las partes del proceso, incluso el tribunal, deben estar contenidas en la norma. Tomando en cuenta que no se puede aplicar la norma o prohibir una acción a la sociedad si ésta no está regulada respectivamente en alguna norma jurídica que la prohíba, por lo tanto el principio de legalidad da un orden lógico y estratégico para la correcta solución de conflictos.

### Principio de economía procesal
Se busca que el proceso vaya sin errores desde el momento de su comienzo, con el objetivo de evitar costos innecesarios al Estado y a las partes afectadas del mismo, con la finalidad de que se logre una auténtica y pronta administración de justicia.

### Principio de contradicción
Ninguna prueba o alegación puede ser tenida en cuenta si no ha sido puesta en conocimiento de la otra parte, quien debe tener oportunidad de rebatirla.

### Principio de buena fe y lealtad procesal
Es un principio que impone a todos los sujetos partícipes del proceso la obligación de actuar con lealtad y buena fe procesal ajustando su conducta a la justicia y al respeto entre sí, debiendo evitarse cualquier conducta fraudulenta o dilatoria del proceso.

### Principio de publicidad
Este principio se traduce en que todo proceso debe ser público salvo en los casos que la ley establezca lo contrario. La publicidad puede ser interna, en el caso de que el conocimiento de los actos procesales sólo es permitido a las partes intervinientes o puede ser externa, cuando el conocimiento es de todas las personas. Además, el conocimiento público del proceso y sus actuaciones puede ser inmediato, esto es, que se conoce la actividad en el momento en que se realiza; o diferido si el conocimiento se da de forma mediata, es decir, que se da tiempo después de realizada la actividad o una vez finalizado el proceso.
La contraparte o principio opuesto al principio de publicidad es el principio de secreto o reserva de las actuaciones procesales.

### Principio del Derecho a la defensa
El concepto del debido proceso envuelve comprensivamente el desarrollo progresivo de prácticamente todos los derechos fundamentales de carácter procesal o instrumental, como conjuntos de garantías de los derechos de goce —cuyo disfrute satisface inmediatamente las necesidades o intereses del ser humano—, es decir, de los medios tendientes a asegurar su vigencia y eficacia. El principio del debido proceso, contenido en el artículo 29 de nuestra Carta Fundamental, o como suele llamársele en doctrina, principio de "bilateralidad de la audiencia" del "debido proceso legal" o "principio de contradicción" y que para una mayor comprensión se ha sintetizado así: 
A) Notificación al interesado del carácter y fines del procedimiento. 
B) Derecho de ser oído y la oportunidad del interesado para presentar los argumentos y producir las pruebas que entienda pertinentes. 
C) Oportunidad para el administrado de preparar su alegación, lo que incluye necesariamente el acceso a la información y a los antecedentes administrativos, vinculados con la cuestión de que se trate. 
D) Derecho del administrado de hacerse representar y asesorar por abogados, técnicos y otras personas calificadas. 
E) Notificación adecuada de la decisión que dicta la administración y de los motivos en que ella se funde y el derecho del interesado de recurrir la decisión dictada. 
Tomándose en cuenta los recurridos que el derecho de defensa resguardado en el artículo 39 ibidem, no sólo se rige para los procedimientos jurisdiccionales, sino también para cualquier procedimiento administrativo llevado a cabo por la administración pública; y que necesariamente debe dársele al accionante si a bien lo tiene, el derecho de ser asistido por un abogado, con el fin de que ejercite su defensa. 

### Principio de onerosidad
Contrario al principio de Gratuidad (en el derecho penal). Generalmente las actuaciones dentro de los juicios especialmente de orden civil y mercantil son cobradas las costas y gastos procesales.